# アザセリン
アザセリン(Azaserine)は、天然に存在するセリン誘導体、ジアゾ化合物である。プリン作動薬活性及びグルタミンとの構造類似性のため、抗腫瘍性と抗菌性を持つ。アザセリンは、グルタミン代謝に必須のグルタミンアミドトランスフェラーゼを競合阻害することにより作用する。